# Royal Canin
Royal Canin — французский производитель кормов для кошек и собак. Являясь дочерней компанией Mars, компания также проводит исследования по разработке рецептуры и тестированию питания для собак и кошек, специфичных для конкретной породы и симптомов.

## История

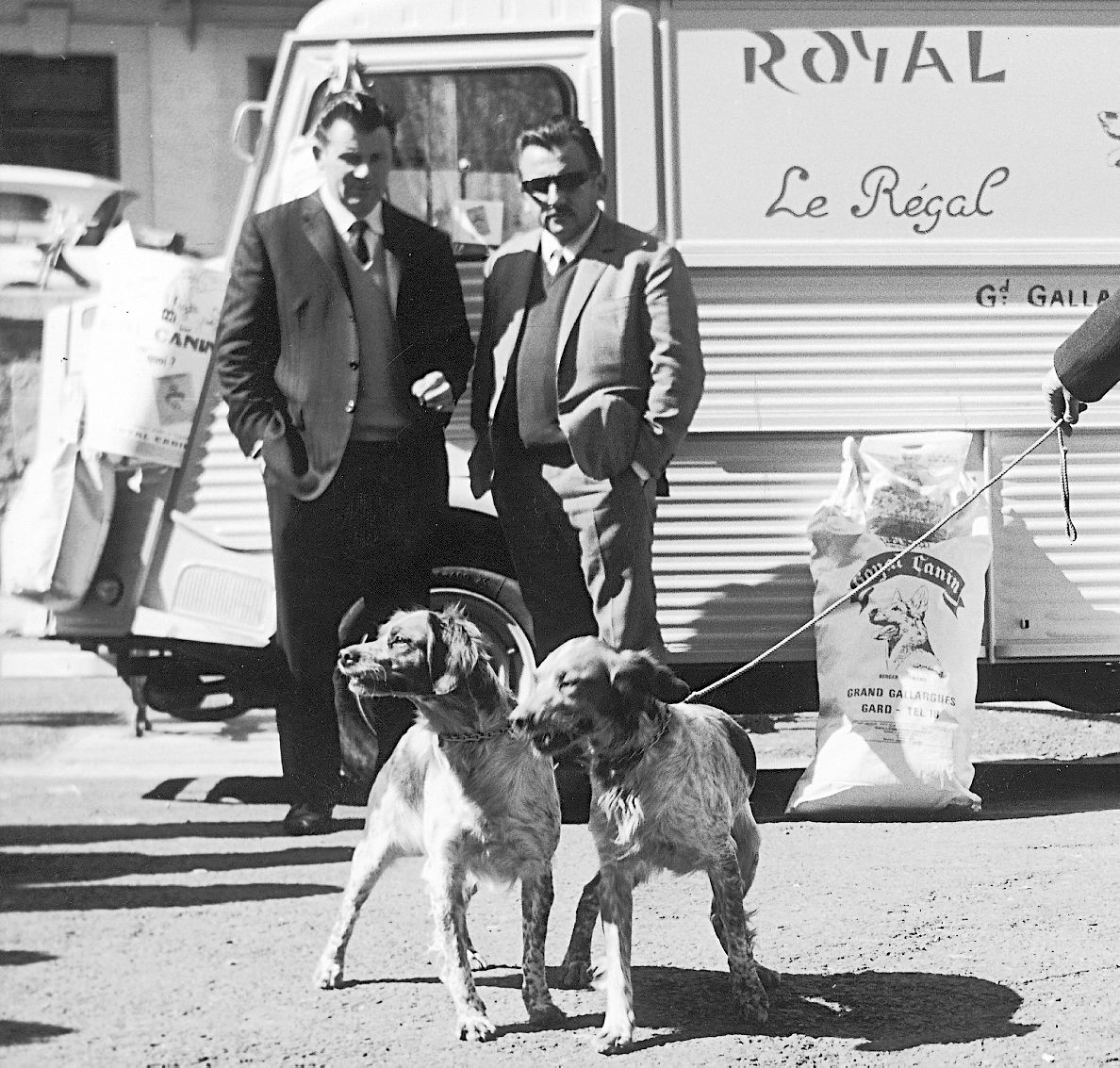
Французский ветеринар Жан Катари (слева) основал компанию Royal Canin в 1968 году

Компания была основана французским ветеринарным врачом Жаном Катари после того, как он успешно вылечил ряд заболеваний кожи и шерсти у домашних животных, кормя их рационом на основе злаков, который он готовил в своем гараже. Импортировав экструдер из США, компания стала первым производителем сухих кормов для домашних животных во Франции. Нацеленное в первую очередь на заводчиков, производство постоянно росло, а дистрибуция распространялась все дальше на европейский рынок. В 1972 году компания Royal Canin была продана группе Guyomarc’h и пережила ещё один период расширения, особенно в области исследований и разработок, после чего в 1990 году была приобретена банком Paribas. Компания была размещена на французской фондовой бирже, но позже была снята с неё после продажи компании Mars в 2001 году.